# Xestia palaestinensis
Xestia palaestinensis är en fjärilsart som beskrevs av Kalchberg 1897. Xestia palaestinensis ingår i släktet Xestia och familjen nattflyn. Inga underarter finns listade i Catalogue of Life.